# هلث‌کپ
هلث‌کپ (انگلیسی: HealthCap) شرکت سرمایه‌گذاری سوئدی است، که در سال ۱۹۹۶ تأسیس شد.